# 圣约翰学院 (安纳波利斯/圣达菲)
圣约翰学院是一所私立文理学院，设有马里兰州安纳波利斯和新墨西哥州圣达菲两个校区。作为1696年成立的预科学校威廉国王学校的后继机构，圣约翰学院是美国最古老的高等院校之一；  当前大学机构于1784年获得大学章程 。1937 年，圣约翰学院采用了基于巨著项目的课程。
该学院授予文科单一学士学位。所授予的学位相当于哲学和科学史双主修，以及古典研究和比较文学双辅修。  
通过该学院的研究生学院获得两个学士学位：一个是文科,这是本科课程的修改版本 (主要区别在于研究生不仅限于一系列课程)，另一个是东方古典课程，它将本科课程的大部分特征 (研讨会、规范、语言研究和一系列课业) 应用于印度、中国和日本的经典作品列表。 东方古典艺术硕士学位只能在圣达菲校园获得。

## 历史

### 旧校
圣约翰学院的历史可以追溯到 1696 年成立的威廉国王学院。威廉国王学校在成立时隶属于英格兰教会 。 1784 年，马里兰州特许成立圣约翰学院，该学院在 1785 年开学时被并入了威廉国王学院。学院坐落在一栋名为 Bladen's Folly 的建筑内（现为麦克道尔大厅），该建筑最初是作为马里兰州州长的官邸而建，但并未竣工。 该学院早期与共济会有一些联系，导致人们猜测它是以福音传道者圣约翰的名字命名的 。其早期章程反映了共济会宗教宽容的价值观以及创始人的宗教多样性。学院一直保持着较小的规模，一般每次招生不超过500人。
早年，该学院至少在名义上是公立的，该学院的创始人将其设想为拟建的“马里兰大学”的西岸分校，但马里兰州议会和华盛顿学院缺乏热情，使这在很大程度上成为一个纸质机构。经过多年间断的资助和诉讼，该学院得到了较小的年度拨款。南北战争期间，学院关闭，校园被用作军事医院。 1907年，它成为“马里兰大学”的本科学院，该学院包括位于巴尔的摩的专业学校。 1920 年，马里兰州立学院（成立于 1857 年，当时名为马里兰农业学院）更名为马里兰大学帕克分校，圣约翰学院成为一所独立的私立机构。 
其课程在历史上采取了不同形式。圣约翰学院最初行通识文化课程，但在 19 世纪末和 20 世纪初的大部分时间里，它都是一所军事学校。 1923 年，伊诺克·加里 (Enoch Garey) 少校担任校长后，结束了强制军训制 。伊诺克·加里和海军于1924 年 9 月成立了海军预备役部队，创办了美国第一个大学海军科学系。尽管圣约翰学院成功地引领了整个NROTC（美国海军预备军官训练团）运动，但学生兴趣减弱，志愿后备军官训练队在伊诺克·加里离任后于 1926 年消失，海军预备队也在 1929 年解散

### 新校
1936年，该学院失去了其认证。 面对大萧条造成的严峻财务困境，董事会和理事会邀请教育创新者斯特林费罗·巴尔和斯科特·布坎南来开启一个全新的开始。他们推出了一项新的学习计划，至今仍然有效。布坎南担任学院院长，巴尔担任院长。唐纳德·阿舍（Donald Asher）在他的《酷学院》指南中写道，实施新计划是为了使学院免于关闭：“几位捐助者说服学院拒绝淡化的课程，转而成为一个非常独特的学术社区。因此，这个伟大的机构作为一种生存措施而重生。” 

## 拓展阅读
- 殖民地学院：圣约翰学院与其他美国古老学院相比的古代细节
- 教育常年主义
- 叙事评价
- 西方经典
- 圣达菲研究所
- 加州圣玛丽学院（莫拉加），综合课程

## 提示
1. ↑  According to the website of the Annapolis campus's college bookstore, "Though the College has no mascot, the platypus sometimes fills in, wearing a St. John's College shirt and providing unique company for the students at St. John's." URL accessed 2006-07-27. The Santa Fe campus has soccer, football, and Ultimate Frisbee teams.

## 进一步阅读
- 赛车奥德修斯：大学校长再次成为新生 （页面存档备份，存于）ISBN 978-0-520-26587-5一位前大学校长就读于圣约翰学院，并写了一本回忆录，讲述了他阅读荷马、赛艇运动员的经历，并审视了当今社会文科教育的重要性。
- 我在哪里学会阅读 （页面存档备份，存于）Salvatore Scibona ， 《纽约客》 ，2011-06-13